# 福島會津若松弒母事件
福島會津弒母事件，是2007年5月15日一起發生在日本福島縣會津若松市（距東京都以北200公里處），一名17歲少年殺害母親並割斷頭顱的社會案件。此案一度震驚日本社會，慘況發生後該位少年就讀的高中也停課一週。

## 經過
行兇的少年是就讀福島縣會津若松市的高三學生栗田恭平，早在事發前4月就已休學。
2007年5月14日入夜約2點時，兇嫌趁著母親就寢時以菜刀殺害，並以鋸子將頭割下取走，甚至連同右手臂也被割下，整隻手被噴白漆插到盆栽上。
少年行兇前還疑似在日本第二大留言板2ch留言，先是留下「殺了母親」「為什麼？為什麼？...」（晚間09:02），之後連續10次留下「啊哈哈哈哈哈～」這些語意不明的文字。
少年行兇之後到會津警署附近的網咖停留兩小時觀看美國流行樂隊的DVD，據當時店內的監視器顯示，裝有其母親頭顱的黑色書包也一併帶入店內。少年逗留至15日6點52分離去，並在網咖外用手機叫出租車。
15日早晨7點左右少年到警署自首，向值勤警員供稱殺了母親，警員發現其手提袋裝有母親頭顱，旋即以謀殺罪名將他逮捕，當時接待的女警更因見到頭顱驚嚇昏倒而入院。盤問期間少年一貫平靜，說：「如果有戰爭或恐怖攻擊就好了，殺的是誰都無所謂。」（誰でもいいから殺そうと思っていた、戦争やテロが起きないかなと思っていた。），也供稱鋸子是在幾天前的五金行買到，被懷疑有預謀動機。
警方到案發公寓勘驗時就發現一具無頭女屍，一把鋸子和一把沾血的菜刀。15日傍晚送交的屍體解剖發現死者死於頸動脈大量出血，從死者和兇手雙手各有傷痕研判死者遇害前曾有抵抗。

## 評論
這起事件一時震驚了日本社會，日本內閣官房長官鹽崎恭久指為非常恐怖。
會津若松市政府秘書長接受媒體表示：情況如果屬實，恐怕是駭人聽聞之極。」案發少年的高中也立即停課
。

## 處置
由於犯下了殺害母親的重大刑案，2008年2月26日少年被依保護處分送交當地少年院戒護治療。